# Town (États-Unis)
Pour les articles homonymes, voir Town.
Aux États-Unis, une ville (en anglais : town) est un type de municipalité. La création et le statut des municipalités étant une compétence des États, le terme recouvre donc une grande variété de situations.

## Généralités
De manière générale, une town est plus peuplée qu'un village et moins peuplée qu'une city. Cependant, il existe de très nombreux exemples de towns plus grandes que d'autres cities du même État. Par exemple, dans l'État de New York, il y a davantage de towns (60) que de cities (35) comptant plus de 25 000 habitants, car les towns fondées aux siècles précédents ont gardé leur statut malgré leur évolution démographique. Ainsi, au recensement de 2000, la town de Hempstead comptait 2,5 fois plus qu'habitants que la city la plus peuplée de l'État Buffalo. Par ailleurs, dans plusieurs États, il n'y a pas de différence légale entre une town et city, le choix de l'appellation étant laissé à la municipalité.
Dans certains États, le mot « town » sert à désigner ce qui correspond généralement à un township. C'est par exemple cas au Wisconsin et en Nouvelle-Angleterre où une town n'est pas une corporation municipale.

## Situation par État
L'application du terme town est variable selon les États.
| État                 | Type de municipalité qualifiée de town                                                              | Détail |
| -------------------- | --------------------------------------------------------------------------------------------------- | ------ |
| Alabama              | Municipalités de moins de 2 000 habitants                                                           | Détail |
| Alaska               | Aucune town                                                                                         | Détail |
| Arizona              | Municipalités de moins de 3 000 habitants                                                           | Détail |
| Arkansas             | Municipalités de moins de 500 habitants (sauf exceptions)                                           | Détail |
| Californie           | Pas de distinction légale avec les autres types de municipalités                                    | Détail |
| Caroline du Nord     | Pas de distinction légale avec les autres types de municipalités,                                   | Détail |
| Caroline du Sud      | Pas de distinction légale avec les autres types de municipalités,                                   | Détail |
| Colorado             | Pas de distinction légale avec les autres types de municipalités                                    | Détail |
| Connecticut          | Municipalité de base recouvrant tout le territoire                                                  | Détail |
| Dakota du Nord       | Aucune town                                                                                         | Détail |
| Dakota du Sud        | Pas de distinction légale avec les autres types de municipalités                                    | Détail |
| Delaware             | Pas de distinction légale avec les autres types de municipalités                                    | Détail |
| Floride              | Pas de distinction légale avec les autres types de municipalités,                                   | Détail |
| Géorgie              | Pas de distinction légale avec les autres types de municipalités                                    | Détail |
| Hawaï                | Aucune town                                                                                         | –      |
| Idaho                | Aucune town (officiellement)                                                                        | Détail |
| Illinois             | Pas de distinction légale avec les autres types de municipalités                                    | Détail |
| Indiana              | Municipalités de moins de 2 000 habitants (sauf exceptions)                                         | Détail |
| Iowa                 | Aucune town (depuis 1975)                                                                           | Détail |
| Kansas               | Aucune town                                                                                         | Détail |
| Kentucky             | Aucune town                                                                                         | Détail |
| Louisiane            | Municipalités entre 1 001 et 4 999 habitants                                                        | Détail |
| Maine                | Municipalité de base[source insuffisante]                                                           | Détail |
| Maryland             | Pas de distinction légale avec les autres types de municipalités                                    | Détail |
| Massachusetts        | Municipalité de base recouvrant tout le territoire (en dehors des cities)                           | Détail |
| Michigan             | Aucune town                                                                                         | Détail |
| Minnesota            | Terme parfois utilisé pour faire référence aux townships                                            | Détail |
| Mississippi          | Municipalités entre 300 et 1 999 habitants                                                          | Détail |
| Missouri             | Pas de distinction légale avec les autres types de municipalités                                    | Détail |
| Montana              | Municipalités de moins de 1 000 habitants                                                           | Détail |
| Nebraska             | Aucune town                                                                                         | Détail |
| Nevada               | Aucune town                                                                                         | Détail |
| New Hampshire        | Municipalité de base                                                                                | Détail |
| New Jersey           | Peu de différences avec les autres types de municipalités[source insuffisante]                      | Détail |
| New York             | Municipalité de base recouvrant tout le territoire (en dehors des cities et des réserves indiennes) | Détail |
| Nouveau-Mexique      | Pas de distinction légale avec les autres types de municipalités,                                   | Détail |
| Ohio                 | Aucune town                                                                                         | Détail |
| Oklahoma             | Municipalités de moins de 1 000 habitants                                                           | Détail |
| Oregon               | Pas de distinction légale avec les autres types de municipalités                                    | Détail |
| Pennsylvanie         | Bloomsburg est la seule town de l'État                                                              | Détail |
| Rhode Island         | Municipalité de base recouvrant tout le territoire (en dehors des cities)                           | Détail |
| Tennessee            | Pas de distinction légale avec les autres types de municipalités,                                   | Détail |
| Texas                | Pas de distinction légale avec les autres types de municipalités[source insuffisante]               | Détail |
| Utah                 | Municipalités de moins de 800 habitants                                                             | Détail |
| Vermont              | Municipalités de base (en dehors des cities)                                                        | Détail |
| Virginie             | Municipalités de base (en dehors des « villes indépendantes »)                                      | Détail |
| Virginie-Occidentale | Municipalités de moins de 2 000 habitants (avec les villages)                                       | Détail |
| Washington           | Municipalités de moins de 1 500 habitants                                                           | Détail |
| Wisconsin            | Municipalité de base recouvrant tout le territoire (en dehors des cities et des villages)           | Détail |
| Wyoming              | Municipalités de moins de 4 000 habitants                                                           | Détail |